# Mapa-múndi babilónico
O mapa-múndi babilônico é uma inscrição cartográfica do mundo conhecido a partir da perspectiva dos babilônios. O mapa é entalhado em tabletes de argila, mostrando a cidade da Babilônia um pouco para o norte do seu centro; entalhe de argila está danificado e também contém uma seção de texto cuneiforme.
Geralmente é datado do século V a.C..  Foi descoberto em Sipar, no sul do Iraque, a 60 km ao norte da Babilônia, na margem leste do rio Eufrates, e publicado em 1899. O entalhe de argila está atualmente no British Museum (BM 92687).
Conjectura-se que as localizações das ilhas, embora possivelmente se refiram a áreas reais, também podem representar uma interpretação mitológica do mundo.
Carlo Zaccagnini argumentou que o mapa-múndi babilônico pode ter sido contemporâneo ao mapa T e O da Idade Média europeia.

## Descrição das áreas mapeadas

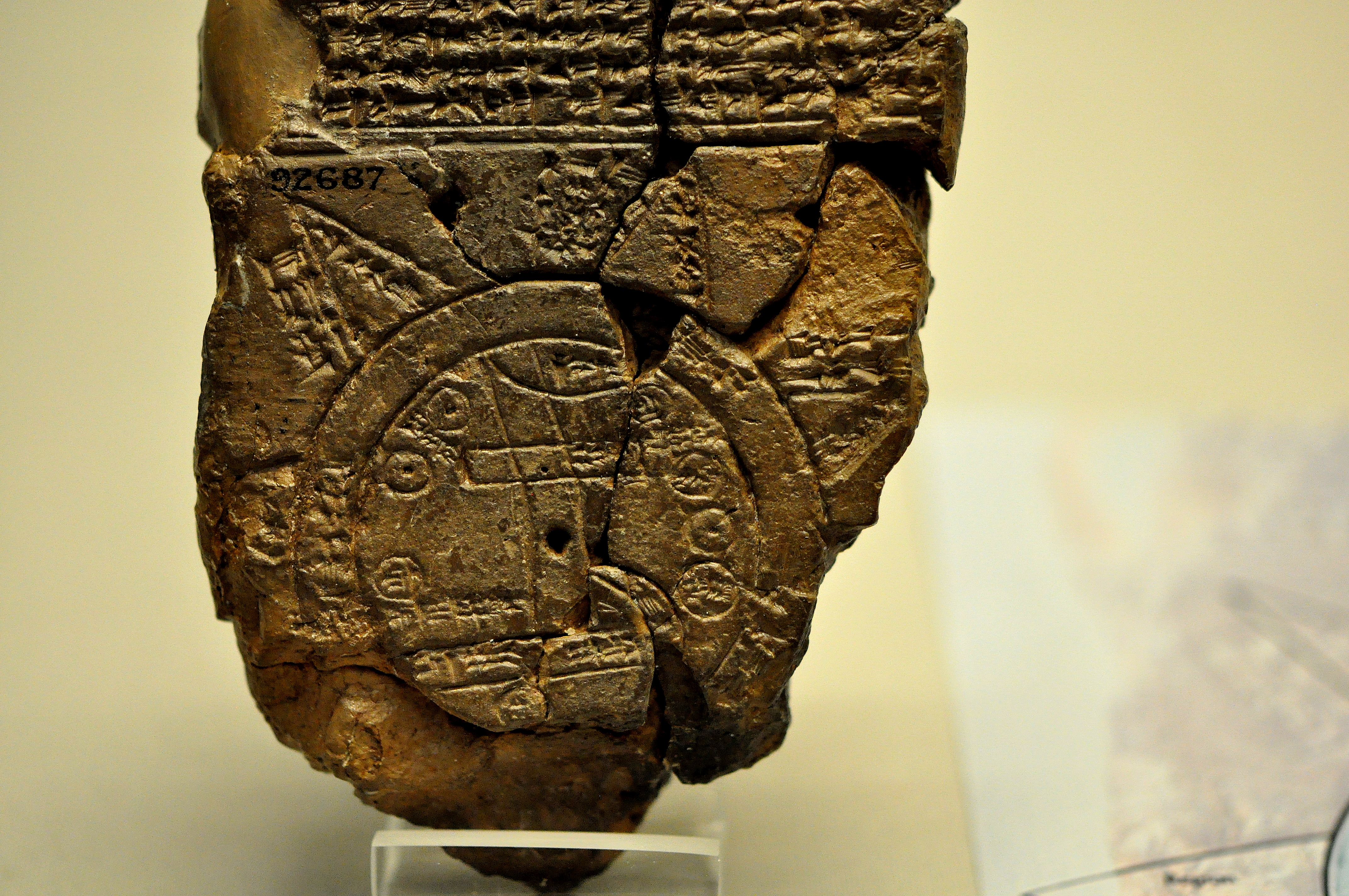
O mapa-múndi babilônico, Sipar, Mesopotâmia

O mapa é circular com dois círculos externos definidos. A inscrição cuneiforme rotula todos os locais dentro do mapa circular, bem como algumas regiões externas. Os dois círculos exteriores representam a água no meio e são rotulados como "rio" de "água amarga", o mar salgado.
A Babilônia está no centro do mapa; linhas paralelas no fundo parecem representar os pântanos do sul, e uma linha curvada que vem do norte-nordeste, parece representar as montanhas de Zagros.
Existem sete pequenos círculos interiores nas áreas perimetrais dentro do círculo e aparecem para representar sete cidades.
Sete seções triangulares no círculo externo (perímetro de água) representam as ilhas conhecidas, mas o entalhe de argila por estar danificado perdeu as três ilhas na margem inferior.
Três ilhas são nomeadas:
- ilha-"lugar do sol nascente"
- ilha-"o sol está escondido e nada pode ser visto"
- ilha-"além do voo dos pássaros"[5]

|  | 1. "Montanha" em acádio: šá-du-ú 2. "Cidade" em acádio: uru 3. Urartu / Armênia em acádio: ú-ra-áš-tu 4. Assíria em acádio: kuraš+šurki 5. Der em acádio: dēr 6. ? pode ser o Golfo Pérsico 7. Pântano em acádio: ap-pa-ru 8. Susa (capital de Elão) em acádio: šuša 9. Canal em acádio: bit-qu 10. Bit Yakin em acádio: bῑt-ia-᾿-ki-nu | 11. "Cidade" em acádio: uru 12. Habã em acádio: ha-ab-ban 13. Babilônia em acádio: tin.tirki, dividida pelo Eufrates 14 –17. Oceano (água salgada, acadiano: em acádio: idmar-ra-tum 18–22. Objetos mitológicos 23 –25. Não descrito. |

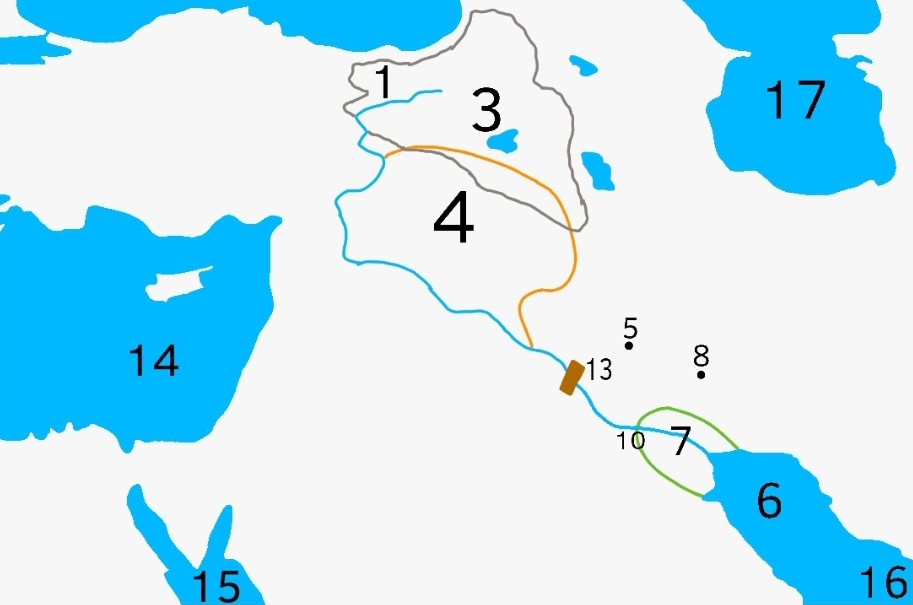
Mapa que represente o Mapa-Múndi Babilônico

Representação